# Františkov (Suchdol nad Lužnicí)
Františkov (německy Franzensthal) je vesnice, část města Suchdol nad Lužnicí v okrese Jindřichův Hradec v Jihočeském kraji. Leží na západním okraji hraničních hvozdů, na říčce Dračici. Od svého vzniku patřila k obci Klikov. Přístup do osady je po silnicích z Klikova a Rapšachu a po lesních cestách z Nové Hutě, Nové Vsi a z Londonu. V roce 2011 zde trvale žilo 82 obyvatel.

## Historie
První písemná zmínka o vesnici pochází z roku 1794. Protože zde už před třicetiletou válkou byla nalezena železná ruda, vyrostla zde železárna, která přilákala havíře a hamerníky. V železárnách se topilo dřevěným uhlím, a tak se zde usazovali i další lidé, kteří se zabývali kácením dřeva, jeho pálením v milířích a výrobou kolomazu. Hamry na zpracování surového železa byly poháněny vodou z říčky Dračice. Kolonie dělníků sem také lákala obchodníky. Přestože zásoby zdejší nízkoprocentní železné rudy nebyly velké a po čase sem musela být ruda dovážena ze vzdálených dolů, zůstala zdejší železárna v provozu až do roku 1880. Potom sice byly její budovy přestavěny na velký parní mlýn, na počátku 20. století je zde také uváděna výroba skla, ale význam Františkova brzy poklesl.

## Obyvatelstvo
| Rok            | 1869 | 1880 | 1890 | 1900 | 1910 | 1921 | 1930 | 1950 | 1961 | 1970 | 1980 | 1991 | 2001 | 2011 | 2021 |
| -------------- | ---- | ---- | ---- | ---- | ---- | ---- | ---- | ---- | ---- | ---- | ---- | ---- | ---- | ---- | ---- |
| Počet obyvatel | 171  | 176  | 176  | 172  | 155  | 181  | 107  | 191  | 158  | 137  | 95   | 77   | 74   | 82   | 89   |
| Počet domů     | 14   | 14   | 14   | 15   | 16   | 21   | 20   | 32   | 32   | 42   | 34   | 46   | 45   | 51   | 53   |

## Obecní správa
Při sčítání lidu v letech 1850–1979 Františkov byl osadou obce Klikov, se kterým patřil nejprve do okresu Třeboň, ale od roku 1960 v okrese Jindřichův Hradec. Od 1. ledna 1980 je částí města Suchdol nad Lužnicí v okrese Jindřichův Hradec.

## Stavební a přírodní zajímavosti
Po roce 1948, kdy bylo na východním okraji obce vytvořeno nepřístupné pohraniční pásmo, život ve Františkově ještě více utichl. Dřívější pracovní, obchodní a společenský ruch připomínají, mimo továrního komína a vysokých budov mlýna, některé zajímavé staré stavby a zbytky vodních náhonů u Dračice. Důležitou stavbou je most přes řeku. Přesto se zde, při snaze o oživení osady, objevuje stále více ubytovacích a stravovacích zařízení, neboť málo porušená drsná příroda v okolí chladné říčky Dračice láká v letním období stále více turistů. Zajímavostí na jihu od Františkova jsou také kopce pískové pouště, přírodní rezervace zvané Pískovna u Dračice.

## Galerie

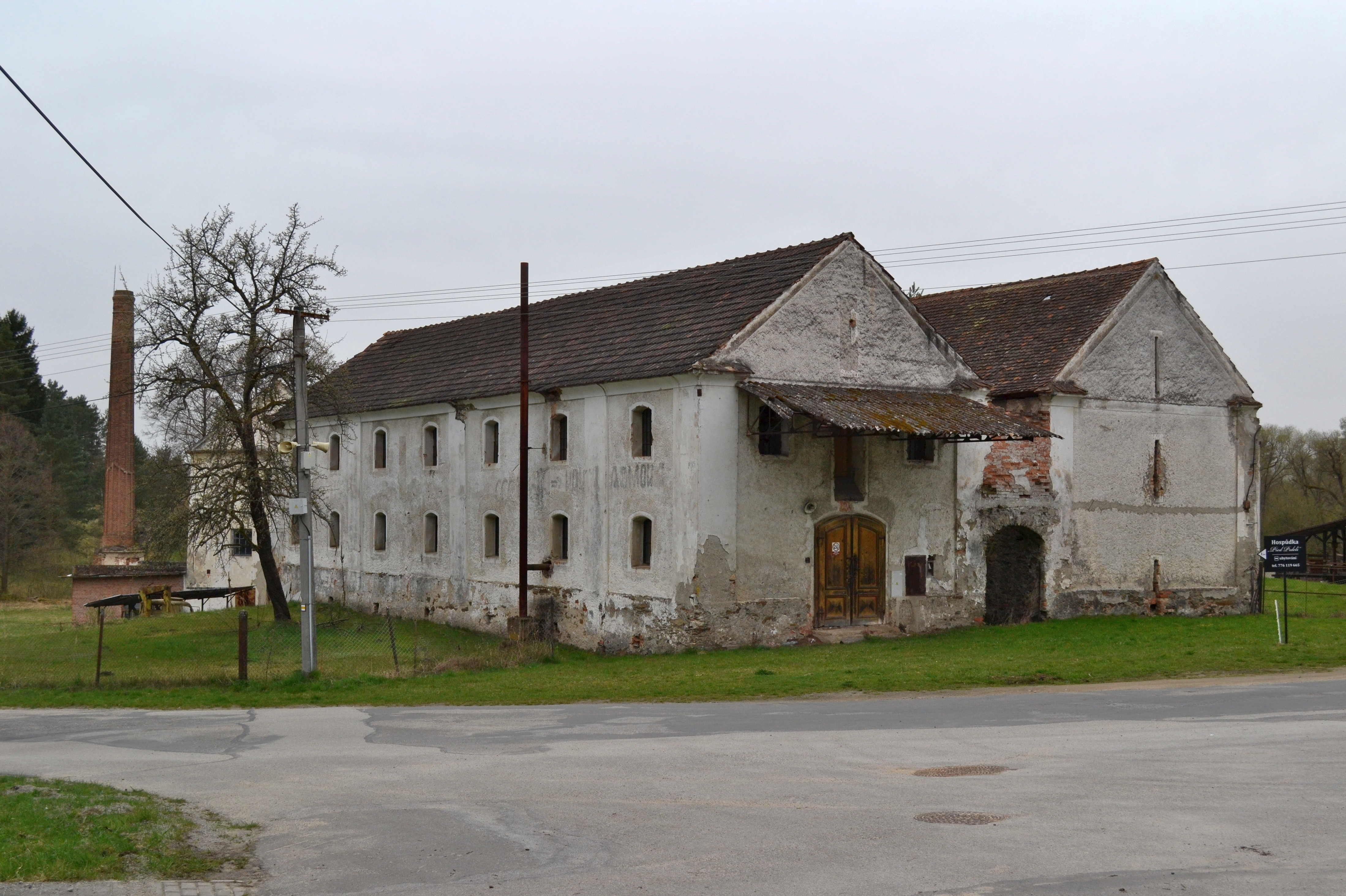
Bývalý mlýn
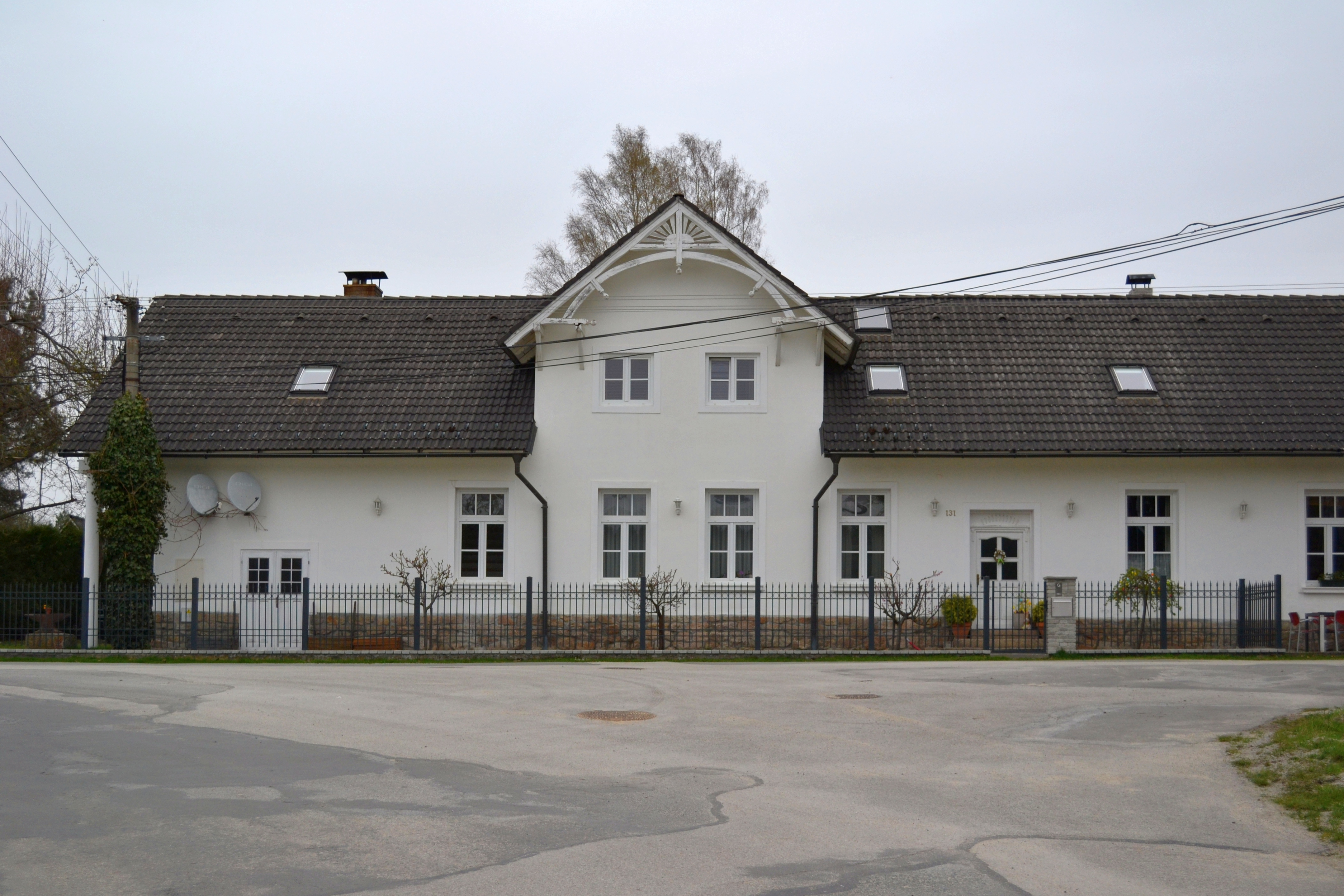
Hostinec
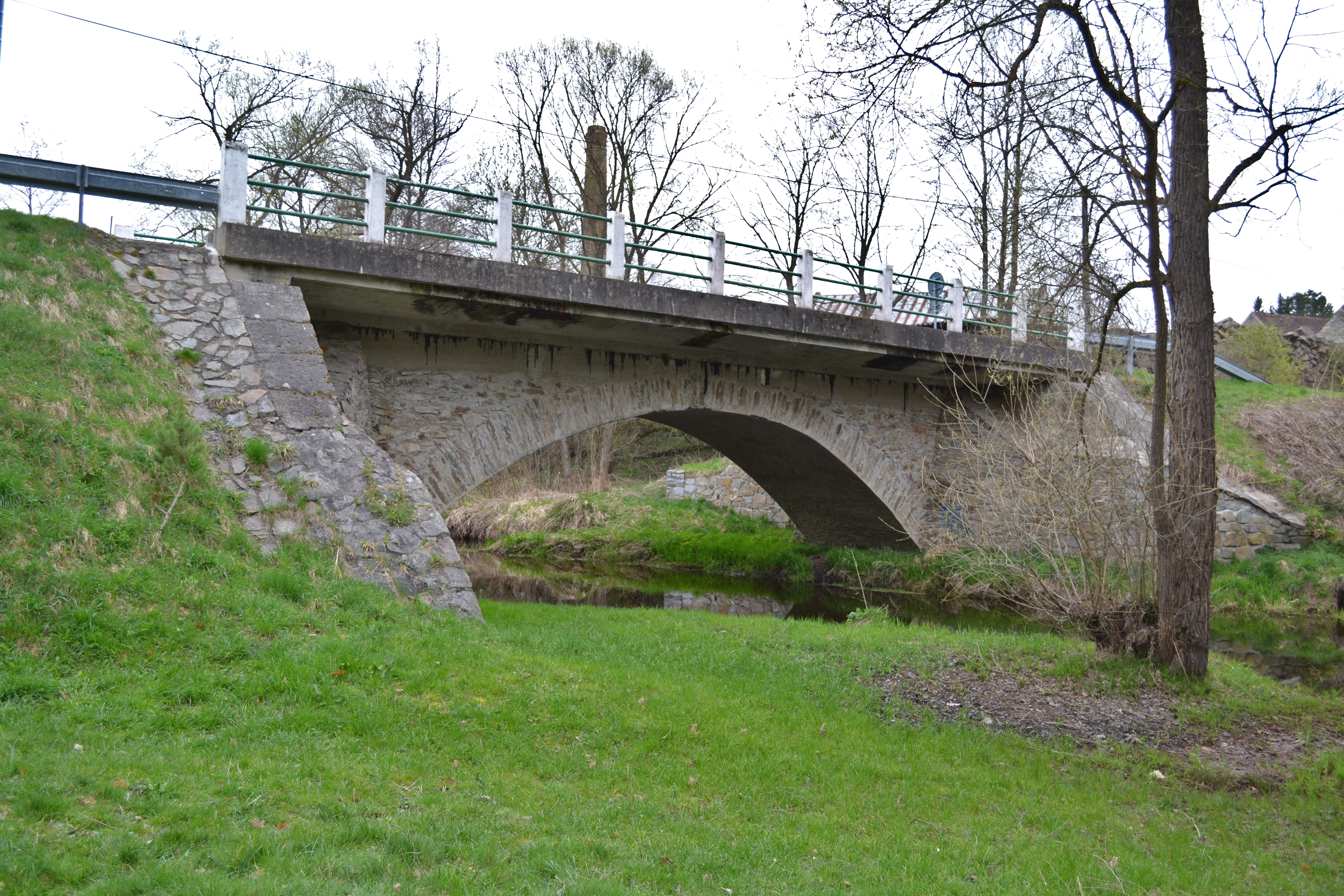
Most přes Dračici
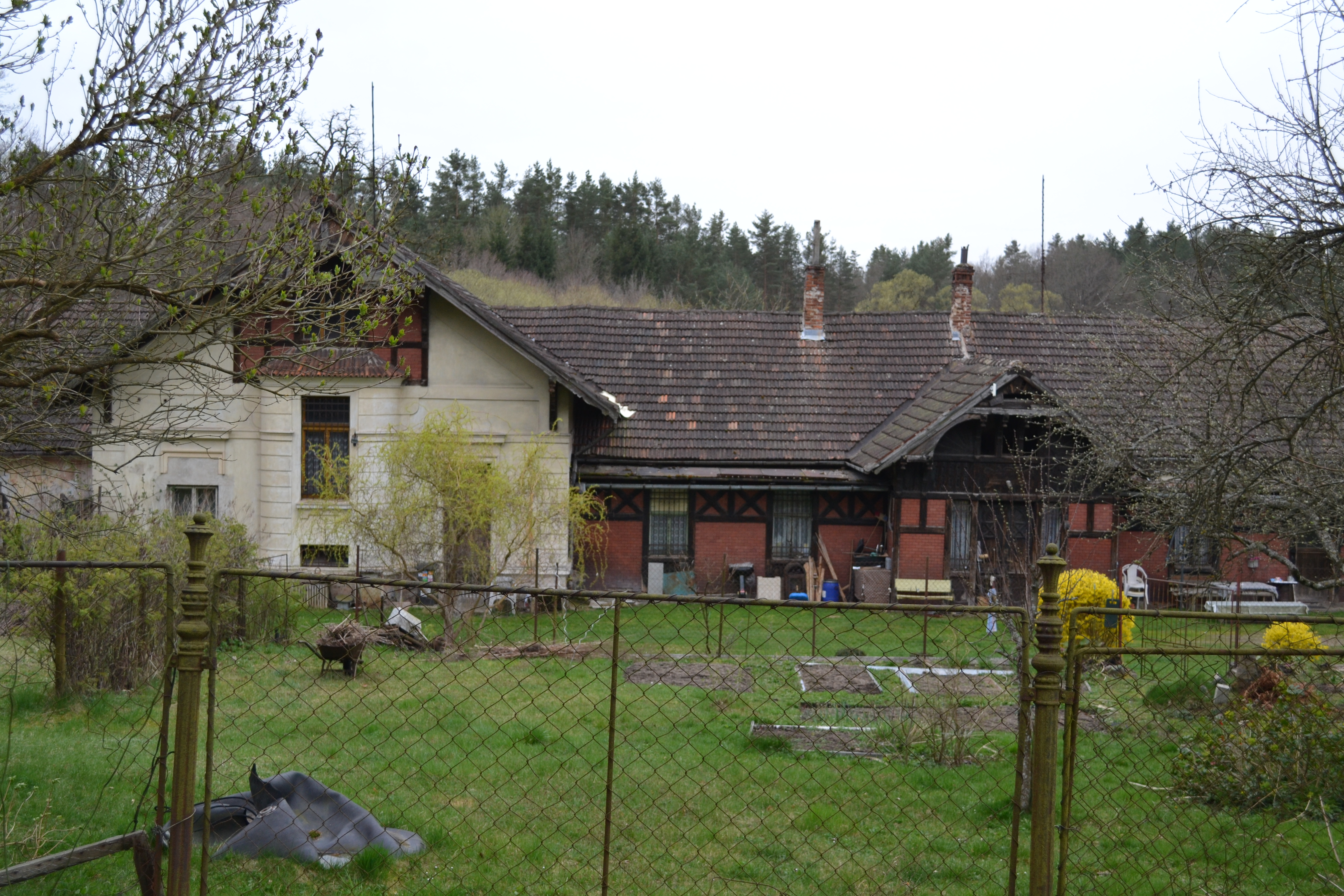
dům čp. 1
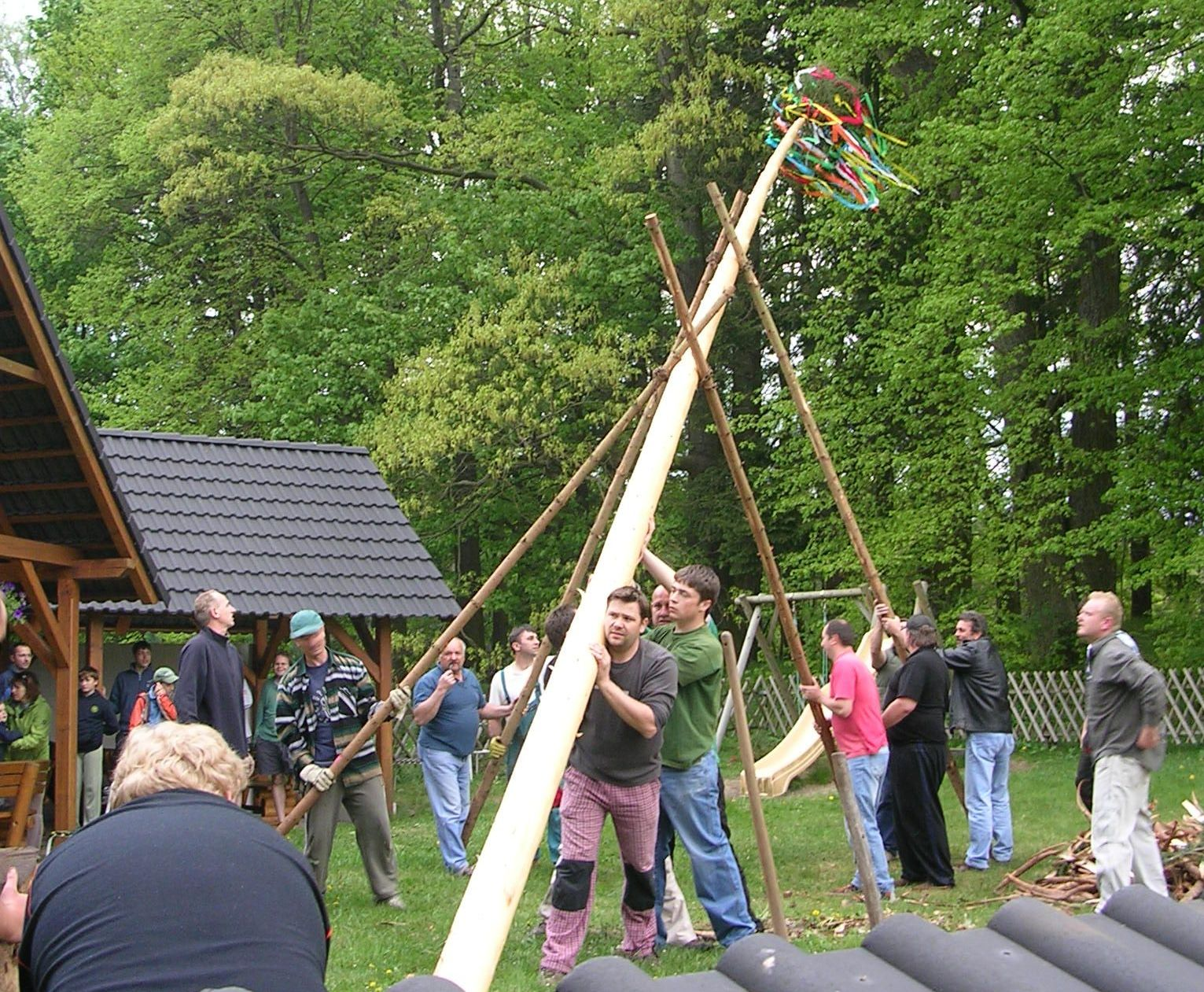
Stavění máje ve Františkově (2009)